# Anatoli Vlásov
Anatoli Aleksándrovich Vlásov (Анато́лий Алекса́ндрович Вла́сов); nacido el 20 de agosto de 1908 en Balashov, Rusia y fallecido en Moscú, Unión Soviética el 22 de diciembre de 1975. Fue un físico teórico que consiguió grandes avances en física estadística, teoría cinética y especialmente en física del plasma.

## Biografía
Anatoli Vlásov nació en Balashov, en una familia de fontaneros. En 1927 entró en la Universidad Estatal de Moscú, consiguiendo el graduado 4 años después, en 1931. Después de la graduación siguió trabajando para la universidad, colaborando con los premios nóbeles Piotr Kapitsa, Lev Landáu y otros físicos importantes. Se convirtió en profesor a tiempo completo en 1944 y fue director del departamento de Física Teórica de la Facultad desde 1945 hasta 1953. En 1970, se le reconoce su contribución a las ciencias con el Premio Lenin.

## Investigación
Su trabajo abarcó varios campos: óptica, física del plasma, física del cristal, teoría de la gravitación y física estadística.

### Óptica
En óptica analizó, conjuntamente con Vasili Fúrsov las líneas espectrales de gases sometidos a grandes densidades (1936-1938).

### Física del plasma
Vlásov alcanzaría la fama mundial por su trabajo en física plasmática. La ecuación de Vlásov, que está relacionada con la Ecuación de Boltzmann y la Ecuación de Liouville es fundamental para la física del plasma. En 1945, Vlásov demostró que esta ecuación podía explicar fenómenos del plasma que no quedaban bien explicados antes como la aparición espontánea de frecuencias propias en sistemas poliatómicos, la estructura cristalina de un gas medio...

### Física de cristales
En esta área Vlásov en particular estudió usando la ecuación linearizada de Vlásov las condiciones para el origen espontáneo de cristales en un medio y encontró el criterio para el origen de estructuras periódicas en términos de temperatura, densidad y la microscópica interacción de las moléculas en el medio.

## Publicaciones más importantes
- A. A. Vlásov (1961). Many-Particle Theory and Its Application to Plasma. Nueva York, Gordon and Breach. ISBN 0-677-20330-6; ISBN 978-0-677-20330-0.
- A. A. Vlásov (1966). Statistical Distribution Functions (en ruso). Naúka.
- A. A. Vlásov (1978). Nonlocal Statistical Mechanics (en ruso). Naúka, Moscú.